# Gregor Rihar starejši
Gregor Rihar starejši, slovenski skladatelj in organist, * 1. marec 1796, Polhov Gradec, † 24. julij 1863, Ljubljana.

## Življenje in delo
Rodil se je očetu Boštjanu in materi Mini (rojeni Žagarin). Osnovno glasbeno izobrazbo je dobil pri hišnem duhovniku polhograjske graščine. Leta 1825 je postal organist v ljubljanski stolnici, obenem je študiral bogoslovje in bil leta 1829 posvečen v duhovnika. Isto leto je postal zakristan v stolnici. Obe službi je opravljal z vnemo vse do svoje smrti.
Bil je zelo plodovit skladatelj. Zložil je okoli 550 pesmi. Pri skladanju je znal ubrati tisto vižo, ki je ganila poslušalce in je všečna tudi danes. Ljudstvo je njegove pesmi sprejelo za svoje (tako rekoč so ponarodele).
Nekatere najbolj znane: Vi oblaki ga rosite, Jezus je vstal od smrti, Zdrava Zemlje vse gospa, Ko zarja zjutraj se razgrinja, Slava Slovencem, Žalostni glas zvonov, Oda vinski trti.
Po njegovi smrti ga je kot orglarja v ljubljanski stolnici nasledil njegov nečak Gregor Rihar mlajši. Na ljubljanskem Navju se je ohranil njun skupni nagrobnik.